# دائرة تندوف
دائرة تندوف إحدى دوائر الجزائر التابعة لولاية تندوف. عاصمتها تندوف و تضم بلديات:
- تندوف
- أم العسل